# Ambassada
Pour plus de détails, voir Fiche technique et Distribution.
Ambassada est un film polonais d'uchronie réalisé par Juliusz Machulski, sorti en 2013.

## Synopsis
Varsovie, 2012. Melania et Przemek, jeunes mariés, viennent s'occuper de l'appartement de luxe de leur oncle absent. L'appartement est situé dans le centre-ville, à l'endroit où se trouvait l'ambassade du Troisième Reich avant la guerre ainsi qu'un parking de 1946. 
Dans le couloir de son étage, au quatrième, Przemek aperçoit par une porte entr’ouverte, ce qui semble être un quartier général nazi dans lequel se trouvent des soldats en uniforme SS. Troublé, il rejoint son appartement et relate le fait à Melania. Quelques minutes plus tard, on frappe violemment à leur porte. Surgissent des soldats nazis qui les menacent d'un pistolet puis qui finissent par éclater de rire. C’était une farce de bienvenue organisée par leur oncle. 
Le lendemain, Melania et Przemek prennent l'ascenseur et sortent au troisième étage. Ils sont surpris de voir que le couloir est très ancien et ne ressemble en rien aux autres. Ils entendent parler allemand dans un appartement. Ils ouvrent la porte et sont accueillis froidement par des soldats nazis. Le jeune couple réalise très vite que, cette fois-ci, il ne s’agit plus d'une plaisanterie. Pour Melania et Przemek, cet événement va se transformer en la plus grande aventure de leur vie, et va changer le sort de Varsovie, de la Pologne et du monde entier.

## Fiche technique
- Titre original : AmbaSSada
- Titre américain : Embassy
- Titre français : inédit
- Réalisateur : Juliusz Machulski
- Scénariste : Wojciech Żogała
- Musique : Bartosz Chajdecki
- Effets spéciaux : Krzysztof Grygowski, Tomasz Januszewicz, Sylwester Lipinski
- Directeur Photo : Witold Adamek
- Lieu de tournage : Varsovie
- Producteurs : Studio Filmowe Zebra
- Société de distribution : Next Film
- Pays de production :  Pologne
- Langue originale : polonais, allemand
- Genre : comédie, fantastique, uchronie
- Durée : 105 minutes
- Année de sortie : 2013

## Distribution
- Magdalena Grąziowska : Melania
- Bartosz Porczyk : Przemek, le mari de Melania / Anton, le grand-père de Przemek
- Ksawery Szlenkier : Otto
- Aleksandra Domańska : Ingeborg
- Robert Więckiewicz : Adolf Hitler
- Jan Englert : Oskar
- Anna Romantowska
- Adam Darski : Joachim von Ribbentrop
- Krystian Wieczorek : Ende
- Szymon Piotr Warszawski : Hans
- Robert Jarociński : Julek
- Anna Terpiłowska : Ola